# Dei Filius
 Dei Filius  è una costituzione dogmatica del Concilio Vaticano I sulla fede cattolica, approvata il 24 aprile 1870, pontefice papa Pio IX.

## Preparazione
Il Concilio Vaticano I si aprì l'8 dicembre 1869. Alla fine del mese cominciarono le discussioni sul primo schema intorno agli errori del razionalismo, schema redatto dalla Commissione preparatoria al Concilio nei mesi precedenti la sua apertura. Dopo qualche settimana di studio e di esame, i Padri conciliari bocciarono lo schema ritenendolo oscuro, prolisso, polemico, troppo legato ad un linguaggio del passato, con sottigliezze note solo a pochi specialisti: più che un testo conciliare, fu ritenuto un lavoro erudito da professore di università. Una speciale commissione (la "deputazione della fede") venne incaricata di preparare un'altra redazione.
Il rigetto dello schema iniziale fu un colpo per papa Pio IX, che pensava ad una rapida approvazione degli schemi preparatori e dunque ad una rapida conclusione del Concilio. Dall'altra parte, i Padri conciliari se ne rallegrarono perché era evidente che il Concilio al suo interno godeva di una certa libertà di movimento e vennero così fugati i timori di quelli che avevano giudicato il Concilio una semplice parata.

## Approvazione
Il nuovo testo venne preparato dal gesuita Josef Kleutgen, assieme ai vescovi Dechamps, Pie, Martin; fu presentato all'assemblea conciliare il 18 marzo 1870, che lo discusse fino al 6 aprile. 
Il 12 aprile lo schema venne approvato dal Concilio con 667 voti favorevoli, senza astensioni né voti contrari; furono solo introdotte piccole modifiche per venire incontro alle esigenze di alcuni Padri, che ritenevano il linguaggio troppo polemico nei confronti dei protestanti; il 24 aprile la costituzione venne promulgata solennemente.

## Contenuti
Il testo della Dei Filius si compone di un prologo, di quattro capitoli, e di alcuni canoni finali.
- Il prologo riepiloga i principali errori emersi dopo il Concilio di Trento, ossia il protestantesimo, il razionalismo, il panteismo, il materialismo e l'ateismo.
- Il primo capitolo insegna l'esistenza di un Dio personale, « un solo Dio, vero e vivo », che ha creato liberamente il mondo e lo governa con la sua provvidenza.
- Il secondo capitolo dichiara che l'esistenza di Dio può essere conosciuta con la ragione, ma nello stesso tempo difende la necessità della rivelazione.
- Nel terzo capitolo è spiegata la natura della fede, che è insieme un dono soprannaturale di Dio mediante lo Spirito Santo ed una libera adesione dell'intelligenza umana mossa dalla volontà.
- Nel quarto capitolo è affermato che non vi è opposizione tra fede e ragione, « due ordini di conoscenza distinti » ma non contraddittori.
- Nei canoni finali, viene considerato "anatema" chiunque affermi il contrario di quanto sancito dalla Dei Filius.